# Залах
Залах (њем. Salach) општина је у њемачкој савезној држави Баден-Виртемберг. Једно је од 38 општинских средишта округа Гепинген. Према процјени из 2010. у општини је живјело 7.809 становника. Посједује регионалну шифру (AGS) 8117042.

## Географски и демографски подаци
Залах се налази у савезној држави Баден-Виртемберг у округу Гепинген. Општина се налази на надморској висини од 363 метра. Површина општине износи 8,3 km². У самом мјесту је, према процјени из 2010. године, живјело 7.809 становника. Просјечна густина становништва износи 939 становника/km².

## Међународна сарадња
| Мјесто  | Држава    | Врста сарадње | Од    |
| ------- | --------- | ------------- | ----- |
| Фужерол | Француска | партнерство   | 1971. |
| Извор   |           |               |       |